# Пшиленцький Станіслав
Пшиленцький Станислав (пол. Przyłęcki, 1805, Литва—1868) — польський історик, археограф.
Закінчив Львівський університет. Певний час очолював Оссолінеум, був секретарем Львівського економічного товариства.
Опублікував збірку документів «Справи України» («Ukrainne sprawy», 1842) і працю «Заиписки про Конецьпольських» (1842), які містять матеріали з історії України 17 століття. Видав також поему польського поета 17 століття В. Потоцького «Wojna Chocimska» (1850) та ін.

## Життєпис
Народився в с. Ожеховка (Арехово) Вітебської губернії. Навчався в єзуїтських конвіктах у містах Полоцьк (нині місто Вітебської області, Білорусь) і Тернопіль та Львівському університеті (на філосоіському та юридичному факультетах). 1832—37 працював у бібліотеці Оссолінеум, у 1839—44 — бібліотекар книгозбірні Гвальберта Павліковського в м. Медика, біля Перемишля, 1845—62 — секретар Галицького господарського товариства у Львові, 1862—66 — бібліотекар книгозбірні А.Потоцького в м. Вілянув (нині у складі м. Варшава).
П. — ініціатор і редактор тижневика «Господарчі записки» («Pamiętnik Gospodarski», 1844—59), серії «Праці Галицького господарчого товариства» («Rozpzawy c.-k. Galicyjskiego Towarystwa Gospodarczego», t. 1—29; 1846—61). Наслідком багаторічних книгознавчих пошуків П. стала його 10-томна ретроспективна бібліографія польського письменства «Загальне польське книгознавство» («Xięgoznawstwo polskie powszechne»), критично використана укладачем фундаментальної польської бібліографії К.Естрайхером.
П. — видавець творів «Хотинська війна» («Wojna chocimska») В.Потоцького (її авторство помилково приписав А.Ліпському; Львів, 1850), «Записки про Конецпольських» («Pamiętniki o Koniecpolskich») і «Українські справи» («Ukrainne sprawy»; обидві 1842), «Щоденник розгрому татар Яном Собєським» («Dziennik pogromu Tatarów przez Jana Sobieskiego», 1865).
Помер у м. Вілянув.